# 제주 사수도 바닷새류(흑비둘기, 슴새) 번식지
제주 사수도 바닷새류(흑비둘기, 슴새) 번식지(濟州 泗水島 바닷새類(흑비둘기, 슴새) 繁殖地)는 대한민국 제주특별자치도 제주시 추자면, 사수도에 있는 천연기념물이다. 1982년 11월 20일 대한민국의 천연기념물 제333호로 지정되었다.

## 개요
사수도는 제주특별자치도 제주시 추자면, 추자도에서 20km 정도 떨어져 있고, 해안선은 거의 암벽으로 이루어져 있으며, 동백나무, 후박나무 등 9종의 상록활엽수가 숲을 이루고 있다. 후박나무 가지에는 흑비둘기가 둥지를 틀며, 나무 밑 지하에는 슴새가 굴을 파서 번식하고 있다.
흑비둘기는 한국, 일본남부, 중국 등지에 분포하는 희귀한 텃새로 몸길이가 40cm 정도이다. 몸 전체가 광택이 나는 검은색이며 부리는 빛을 띤 회색이고 다리는 붉은색으로 암수가 같은 모습이다. 대한민국에서는 섬지역의 후박나무 숲에서 서식하며, 주로 열매 같은 식물류를 먹는다.
슴새는 일본·중국·한국의 해안과 섬지역에서 번식하며, 필리핀 등 남쪽으로 내려가 겨울을 난다. 머리와 등은 검은 잿빛을 띠고, 얼굴·목·배는 흰색이며 머리에는 흰점이 많이 있고 부리는 흰빛을 띤 회색으로 암수가 같은 모습으로 몸길이는 48cm 정도이다. 낮에는 먼바다에서 무리를 지어 생활하며 번식지에는 해가 진 후에 돌아온다. 해안 주변의 절벽과 섬 안쪽 평지에 터널 모양의 굴을 만들어 알을 낳으며, 주로 어류, 오징어류, 바다에서 나는 식물 등을 먹는다.
사수도 해조류 번식지는 진귀한 텃새인 흑비둘기의 서식처이며, 대한민국에서 가장 많은 슴새가 알을 낳아 번식하는 장소 중의 하나로서 학술적 가치가 크므로 천연기념물로 지정하여 보호하고 있다.

## 같이 보기
- 사수도
- 추자초등학교

## 참고 자료
- 제주 사수도 바닷새류(흑비둘기, 슴새) 번식지 - 국가유산청 국가유산포털